# Kościół Matki Boskiej Częstochowskiej w Dolsku
Kościół pw. Matki Boskiej Częstochowskiej w Dolsku – kościół filialny parafii św. Michała Archanioła w Różańsku.

## Opis
Jednonawowa orientowana świątynia barokowa z kwadratową trójczłonową wieżą, przebudowaną w 1878 r. w formach neobarokowych, zwieńczoną stożkowym hełmem krytym łupkiem. Nad tympanonem portalu zachodniego znajduje się płyta z herbami fundatorów kościoła: Beate Louise von der Marwitz i Hansa Wilhelma von Mörnera. Narożniki elewacji opinają pilastry podtrzymujące gzyms koronujący.
Część wyposażenia zachowała się z XVIII i XIX w., m.in. drewniany, rzeźbiony ołtarz główny typu ambonowego z 2. połowy XVIII w., utrzymana w podobnym stylu, oddzielona od niego ambona, organy oraz chrzcielnica (XVIII w.). 
Z poprzedniego kościoła pochodzą płyty nagrobne z 1558 i 1583 r.
Kościół znajduje się pośrodku wsi, obok niego stoi pomnik poległych żołnierzy z czasów I wojny światowej.

## Historia
Zbudowany w latach 1740-41 z fundacji właścicieli Dolska, Beate Louise von der Marwitz i Hansa Wilhelma von Mörnera. W 1878 r. przebudowano wieżę i zachodnią część korpusu w formach neobarokowych. Do 1945 był kościołem ewangelickim. Poświęcony jako świątynia rzymskokatolicka 15.10.1946.